# Championnat du Vietnam de football 1981-1982
Navigation
Saison précédente Saison suivante
La saison 1981-1982 du Championnat du Viêt Nam de football est la deuxième édition du championnat de première division au Viêt Nam. Dix-sept clubs s'affrontent lors d'une édition disputée à échelle nationale. Les équipes sont réparties en deux groupes, qui voit les trois premiers se qualifier pour la poule pour le titre et le dernier être relégué en deuxième division. 
C'est un club promu de deuxième division, Câu Lac Bô Quân Dôi, qui s'impose cette saison après avoir terminé en tête du classement de la poule finale, devant Quan Khu Thu Do et Công An Hà Nội. C'est le tout premier titre de champion de Viêt Nam de l'histoire du club.

## Les clubs participants
| - Công An Hà Nội - Quan Khu - Cang Sai Gon - Công nhân Nghĩa Bình - CN Thuc Pham - Than Quang Ninh - Promu de D2 | - Tông Cuc Düòng Sát - Phong Khong - Cong An Ho Chi Minh - Cang Hai Phong - Tay Ninh - CNXD Hai Noi - Promu de D2 | - Hai Quan - Quan Khu Thu Do - CNXD Hai Phong - Phu Khanh - Câu Lac Bô Quân Dôi - Promu de D2 |

## Compétition
Le barème utilisé pour établir les différents classement est le suivant :
- Victoire : 2 points
- Match nul : 1 point
- Défaite : 0 point

### Première phase

#### Groupe 1
| Rang | Équipe              | Pts | J  | G | N  | P | Bp | Bc | Diff |
| ---- | ------------------- | --- | -- | - | -- | - | -- | -- | ---- |
| 1    | Than Quang Ninh (P) | 21  | 16 | 6 | 9  | 1 | 32 | 19 | +13  |
| 2    | Công An Hà Nội      | 19  | 16 | 5 | 9  | 2 | 18 | 15 | +3   |
| 3    | Quan khu Thu Do     | 18  | 16 | 5 | 8  | 3 | 19 | 15 | +4   |
| 4    | Phong Khong         | 16  | 16 | 6 | 4  | 6 | 19 | 20 | -1   |
| 5    | Hai Quan            | 15  | 16 | 4 | 7  | 5 | 15 | 15 | 0    |
| 6    | Tay Ninh            | 15  | 16 | 4 | 7  | 5 | 20 | 21 | -1   |
| 7    | Cang Hai Phong      | 14  | 16 | 2 | 10 | 4 | 18 | 20 | -2   |
| 8    | Phu Khanh           | 14  | 16 | 5 | 4  | 7 | 14 | 25 | -11  |
| 9    | L.Thuc Thuc Pham    | 12  | 16 | 3 | 6  | 7 | 16 | 21 | -5   |

|  | Qualification pour la poule pour le titre |
|  | Relégation en deuxième division           |
|  | (C) : Vainqueur de la Coupe du Viêt Nam   |

#### Groupe 2
| Rang | Équipe                  | Pts | J  | G  | N | P | Bp | Bc | Diff |
| ---- | ----------------------- | --- | -- | -- | - | - | -- | -- | ---- |
| 1    | Câu Lac Bô Quân Dôi (P) | 22  | 14 | 10 | 2 | 2 | 25 | 11 | +14  |
| 2    | Cong An Ho Chi Minh     | 16  | 14 | 6  | 4 | 4 | 23 | 18 | +5   |
| 3    | Quan Khu 3              | 16  | 14 | 6  | 4 | 4 | 17 | 13 | +4   |
| 4    | Tông Cuc Düòng Sát (T)  | 14  | 14 | 4  | 6 | 4 | 18 | 16 | +2   |
| 5    | Cang Sai Gon            | 13  | 14 | 4  | 5 | 5 | 12 | 14 | -2   |
| 6    | Công nhân Nghĩa Bình    | 11  | 14 | 3  | 5 | 6 | 17 | 24 | -7   |
| 7    | CNXD Hai Noi (P)        | 10  | 14 | 2  | 6 | 6 | 11 | 18 | -7   |
| 8    | CNXD Hai Phong          | 10  | 14 | 3  | 4 | 7 | 8  | 17 | -9   |

|  | Qualification pour la poule pour le titre |
|  | Relégation en deuxième division           |

### Deuxième phase
| Rang | Équipe                  | Pts | J | G | N | P | Bp | Bc | Diff |
| ---- | ----------------------- | --- | - | - | - | - | -- | -- | ---- |
| 1    | Câu Lac Bô Quân Dôi (P) | 8   | 5 | 4 | 0 | 1 | 8  | 4  | +4   |
| 2    | Quan Khu Thu Do         | 7   | 5 | 3 | 1 | 1 | 7  | 5  | +2   |
| 3    | Công An Hà Nội          | 6   | 5 | 2 | 2 | 1 | 5  | 4  | +1   |
| 4    | Cong An Ho Chi Minh     | 5   | 5 | 2 | 1 | 2 | 8  | 8  | 0    |
| 5    | Than Quang Ninh (P)     | 2   | 5 | 1 | 0 | 4 | 4  | 6  | -2   |
| 6    | Quan Khu                | 2   | 5 | 0 | 2 | 3 | 5  | 10 | -5   |

|  | Champion du Viêt Nam 1981-1982 |

## Bilan de la saison
| Championnat du Viêt Nam de football 1981-1982                        |                                 |
| Champion                                                             | Câu Lac Bô Quân Dôi (1er titre) |
| Promotions et relégations                                            |                                 |
| Promus en V-League                                                   | An Giang                        |
| Promus en V-League                                                   | Cong Nghiep Ha Nam Dinh         |
| Relégués en Championnat du Viêt Nam de football de deuxième division | L.Thuc Thuc Pham                |
| Relégués en Championnat du Viêt Nam de football de deuxième division | CNXD Hai Phong                  |